# Joe Kidd
Joe Kidd és una pel·lícula estatunidenca de John Sturges, estrenada el 1972.

## Argument
Joe Kidd, cowboy alliberat de la presó, és utilitzat per un poderós propietari, Frank Harlan, per fer sortir Chama, personatge que ajuda els petits propietaris mexicans enfront dels colons americans que s'apropien de les seves terres.

## Repartiment
- Clint Eastwood: Joe Kidd
- Robert Duvall: Frank Harlan
- John Saxon: Luis Chama
- Don Stroud: Lamarr Simms
- Stella Garcia: Helen Sanchez
- James Wainwright: Olin Mingo
- Paul Koslo: Roy Gannon
- Gregory Walcott: Xèrif Bob Mitchell
- Dick Furgó Patten: L'amo d'hotel
- Lynne Marta: Elma
- John Carter: El jutge
- Pepe Hern: El sacerdot
- Joaquín Martínez: Manolo